# Далидович, Денис Святославович
Дени́с Святосла́вович Далидо́вич (бел. Дзяніс Святаслававіч Далідовіч; 28 мая 1993, Минск, Республика Беларусь) — белорусский хоккеист, игравший на позиции крайнего нападающего. Мастер спорта Республики Беларусь.

## Биография
Хоккеем начал заниматься в возрасте 5 лет в СДЮШОР «Юность». С 2008 по 2011 годы учился и продолжал занятия хоккеем в американском частном высшем спортивном заведении Шаттак Сент-Мари. С 2011 по 2013 выступал за Minot Minotauros в Североамериканской хоккейной лиге (NAHL). В 2012 году Далидович был выбран на драфте КХЛ минским «Динамо» под общим 89 номером.
Вернувшись в Белоруссию в 2013 году, заключил просмотровый контракт с минским «Динамо», выступающим в чемпионате Континентальной хоккейной лиги, но продолжил выступление за ХК «Юность-Минск», который состоит в белорусской Экстралиге. В составе «красно-синих» Денис получил серьёзную травму, из-за которой был вынужден пропустить часть сезона 2013/14, а также большую часть сезонов 2014/15 и 2015/16, перенеся две операции.
В сезоне 2016/17 продолжил карьеру в клубе «Металлург-Жлобин», где в четырёх матчах отметился двумя шайбами. В середине сезона перешел в французский «Дюнкерк», выступающий в первом дивизионе чемпионата Франции.
Сезон 2017/18 провел в Польской хоккейной лиге в составе «Подхале» и «Катовице».

### В сборной
В составе белорусской сборной Денис Далидович принимал участие в юниорском чемпионате мира (U-18) в ТОП-дивизионе 2010 года. Позже становился серебряным призёром молодёжного чемпионата мира 2012 года (первый дивизион) и молодёжного чемпионата мира 2013 года (первый дивизион).

## Достижения
- 2011 —  Победитель первенства США среди юниоров до 18 лет[14]
- 2012 —  Серебряный призёр Чемпионата мира среди молодёжных команд до 20 лет (Дивизион 1А)[15]
- 2013 —  Серебряный призёр Чемпионата мира среди молодёжных команд до 20 лет (Дивизион 1А)[16]
- 2013 —  Победитель Кубка Республики Беларусь
- 2014 —  Серебряный призёр Чемпионата Республики Беларусь
- 2014 —  Серебряный призёр Кубка Республики Беларусь
- 2018 —  Серебряный призёр Чемпионата Польши[17]